# كونستانتي غولتشينسكي
كونستانتي إلديفونت غولتشينسكي (بالبولندية:Konstanty Ildefons Gałczyński) هو شاعر بولندي.
ولد في 23 يناير عام 1905 في وارسو. بعد نشوب الحرب العالمية الأولى انتقل أسرته إلى موسكو حيث التحق بإحدى المدارس البولندية. بعد رجوعه إلى بولندا دخل جامعة وارسو.
توفي في يوم 6 ديسمبر عام 1953.

## روابط خارجية
- كونستانتي غولتشينسكي على موقع ميوزك برينز (الإنجليزية)
- كونستانتي غولتشينسكي على موقع ديسكوغز (الإنجليزية)